# آیسبرگ
آیسبرگ (انگلیسی: Iceberg) شرکت کالای لوکس ایتالیایی است، که در سال ۱۹۷۴ تأسیس شد.